# Patrick Hines
Patrick Mainer Hines (* 17. März 1930 in Burkeville, Texas; † 12. August 1985 in New York City) war ein US-amerikanischer Schauspieler.

## Leben
Der 1930 im texanischen Burkeville geborene Hines erlangte 1952 an der University of Texas at Austin einen Bachelor of Fine Arts.
Hines begann seine Karriere als Schauspieler im Laientheater im östlichen Texas und in El Paso. Später trat er in neun Spielzeiten bei den Festivals des American Shakespeare Theatre in Stratford, Connecticut, auf. Er gab sein Debüt am Broadway 1957 in einer Inszenierung von Shakespeares Stück Measure for Measure am Phoenix Theatre. Er blieb bis Mitte der 1980er Jahre am Theater aktiv und wurde vor allem als Shakespeare-Darsteller bekannt. Parallel war er ab Anfang der 1970er Jahre in einigen Film- und Fernsehproduktionen zu sehen.
Von 1980 bis 1983 trat er am Broadhurst Theatre in der Inszenierung von Peter Shaffers Drama Amadeus als Graf Orsini-Rosenberg auf. Seine letzte Filmrolle übernahm Hines an der Seite von Tom Hulce und F. Murray Abraham 1984 in Miloš Formans auf Shaffers Stück basierendem Spielfilm Amadeus als Kapellmeister Giuseppe Bonno.
Hines starb am 12. August 1985 in seiner Wohnung in Manhattan im Alter von 55 Jahren an einem Herzinfarkt.

## Theatrografie (Auswahl)
- 1957: Measure for Measure (Phoenix Theatre, New York City)
- 1957: The Taming of the Shrew (Phoenix Theatre, New York City)
- 1957: The Duchess of Malfi (Phoenix Theatre, New York City)
- 1959: The Great God Brown (Coronet Theatre, New York City)
- 1959: Lysistrata (Phoenix Theatre, New York City)
- 1960: Peer Gynt (Phoenix Theatre, New York City)
- 1960: Henry IV, Part I (Phoenix Theatre, New York City)
- 1962: A Passage to India (Ambassador Theatre, New York City)
- 1965–1966: The Devils (Broadway Theatre, New York City)
- 1970: The Chronicles of King Henry VI, Part 1 (Delacorte Theater, New York City)
- 1970: The Chronicles of King Henry VI, Part 2 (Delacorte Theater, New York City)
- 1973: Cyrano (Palace Theatre, New York City)
- 1973–1974: The Iceman Cometh (Circle in the Square Theatre, New York City)
- 1974: Richard III (Mitzi E. Newhouse Theater, New York City)
- 1976: A Texas Trilogy: Lu Ann Hampton Laverty Oberlander (Broadhurst Theatre, New York City)
- 1976: A Texas Trilogy: The Last Meeting of the Knights of the White Magnolia (Broadhurst Theatre, New York City)
- 1977: Caesar and Cleopatra (Palace Theatre, New York City)
- 1977: Hot Grog (Marymount Manhattan Theatre, New York City)
- 1978: Much Ado About Nothing (Goodman Theatre, Chicago)
- 1980–1983: Amadeus (Broadhurst Theatre, New York City)

## Filmografie (Auswahl)
- 1972: 1776 – Rebellion und Liebe (1776)
- 1976: Die Chronik der Adams (The Adams Chronicles, Miniserie, 1 Episode)
- 1977: Bartleby the Scrivener (Fernsehfilm)
- 1978: King (Miniserie, 3 Episoden)
- 1978: Das große Dings bei Brinks (The Brink's Job)
- 1980: Psycho-Ripper (Bloodrage)
- 1984: Amadeus